# PYCR1
PYCR1 (англ. Pyrroline-5-carboxylate reductase 1) – білок, який кодується однойменним геном, розташованим у людей на короткому плечі 17-ї хромосоми. Довжина поліпептидного ланцюга білка становить 319 амінокислот, а молекулярна маса — 33 361.
| 10         |  | 20         |  | 30         |  | 40         |  | 50         |
| ---------- |  | ---------- |  | ---------- |  | ---------- |  | ---------- |
| MSVGFIGAGQ |  | LAFALAKGFT |  | AAGVLAAHKI |  | MASSPDMDLA |  | TVSALRKMGV |
| KLTPHNKETV |  | QHSDVLFLAV |  | KPHIIPFILD |  | EIGADIEDRH |  | IVVSCAAGVT |
| ISSIEKKLSA |  | FRPAPRVIRC |  | MTNTPVVVRE |  | GATVYATGTH |  | AQVEDGRLME |
| QLLSSVGFCT |  | EVEEDLIDAV |  | TGLSGSGPAY |  | AFTALDALAD |  | GGVKMGLPRR |
| LAVRLGAQAL |  | LGAAKMLLHS |  | EQHPGQLKDN |  | VSSPGGATIH |  | ALHVLESGGF |
| RSLLINAVEA |  | SCIRTRELQS |  | MADQEQVSPA |  | AIKKTILDKV |  | KLDSPAGTAL |
| SPSGHTKLLP |  | RSLAPAGKD  |  |            |  |            |  |            |

A: Аланін

C: Цистеїн

D: Аспарагінова кислота

E: Глутамінова кислота

F: Фенілаланін

G: Гліцин

H: Гістидин

I: Ізолейцин

K: Лізин

L: Лейцин

M: Метіонін

N: Аспарагін

P: Пролін

Q: Глутамін

R: Аргінін

S: Серин

T: Треонін

V: Валін

Кодований геном білок за функціями належить до оксидоредуктаз, фосфопротеїнів. 
Задіяний у таких біологічних процесах, як відповідь на стрес, біосинтез амінокислот, біосинтез проліну, ацетилювання, альтернативний сплайсинг. 
Білок має сайт для зв'язування з НАДФ. 
Локалізований у мітохондрії.